# Riccò del Golfo di Spezia
Riccò del Golfo di Spezia é uma comuna italiana da região da Ligúria, Província da Spezia, com cerca de 3.358 habitantes. Estende-se por uma área de 36 km², tendo uma densidade populacional de 93 hab/km². Faz fronteira com Beverino, Follo, La Spezia, Riomaggiore, Vernazza.

## Demografia
| Variação demográfica do município entre 1861 e 2011                               |
|                                                                                   |
| Fonte: Istituto Nazionale di Statistica (ISTAT) - Elaboração gráfica da Wikipedia |